# 1120
Il 1120 (MCXX in numeri romani) è un anno bisestile del XII secolo.

## Eventi
- 16 gennaio - Concilio di Nablus, assemblea di prelati e nobili del crociato Regno di Gerusalemme, nella quale furono stabilite le prime leggi scritte. Voti monastici dei Cavalieri templari, dinanzi al patriarca di Gerusalemme Gormond de Picquigny.
- Ingresso a Roma di Papa Callisto II e fuga dell'Antipapa Gregorio VIII a Sutri.
- 17 giugno - Battaglia di Cutanda: Alfonso I di Aragona guida un esercito congiunto dei regni di Navarra e Aragona in una vittoria contro la dinastia occupante degli Almoravidi nei pressi di Calamocha, e si riprende le città fortificate di Calatayud e Daroca.
- Apertura del cantiere per la costruzione della cattedrale di Llandaff in Galles.
- Fondazione della città tedesca Friburgo in Brisgovia.
- 25 novembre - Naufragio della Nave Bianca nel canale della Manica, nei pressi di Barfleur, in cui muoiono circa 300 nobili, tra cui Guglielmo Adelin, erede al trono d'Inghilterra e unico figlio legittimo di Enrico I.
- Firmato il trattato di pace tra le repubbliche marinare di Amalfi e Pisa, grazie alla mediazione della famiglia Orlandi.

## Nati
- 22 ottobre - Lorenzo da Frazzanò, monaco cristiano e presbitero italiano († 1162)
- Guglielmo II Adelardi, politico italiano
- Erik IX di Svezia, re († 1160)
- Jayavarman VII, sovrano cambogiano († 1215)
- Luigi VII di Francia, re († 1180)
- Ulrico II di Neuchâtel, nobile svizzero († 1191)
- Judah ben Saul ibn Tibbon, medico e traduttore spagnolo
- Ivetta di Betania, badessa e principessa
- Boleslao IV di Polonia, duca polacca († 1173)

## Morti
- 20 aprile - Géraud de Salles, religioso e predicatore francese
- 3 settembre - Gerardo Sasso, monaco cristiano italiano
- 24 settembre - Guelfo V, nobile tedesco (n. 1073)
- 4 ottobre - Giordano da Clivio, arcivescovo cattolico italiano
- 31 ottobre - Ottone II di Scheyern, nobile tedesco
- 25 novembre - William Bigod, funzionario normanno
- 25 novembre - Guglielmo Adelin, nobile normanno (n. 1103)
- 25 novembre - Riccardo di Lincoln, inglese
- Baldovino III di Hainaut, conte (n. 1088)
- Botvido di Svezia, missionario e santo svedese
- Giovanni VI di Napoli, duca greco
- Goffredo di Ragusa, politico e cavaliere normanno
- Guarnieri I di Lenzburg-Baden, condottiero svevo
- Guglielmo da Fenoglio, religioso e monaco cristiano italiano (n. 1065)
- Guiberto II, vescovo cattolico italiano
- Torbeno de Lacon-Zori, sovrano
- Roscellino di Compiègne, filosofo francese (n. 1050)
- Guglielmo V d'Angoulême, conte

## Calendario
| Calendario 1120 | Calendario 1120 | Calendario 1120 | Calendario 1120 | Calendario 1120 | Calendario 1120 | Calendario 1120 | Calendario 1120 | Calendario 1120 | Calendario 1120 | Calendario 1120 | Calendario 1120 | Calendario 1120 | Calendario 1120 | Calendario 1120 | Calendario 1120 | Calendario 1120 | Calendario 1120 | Calendario 1120 | Calendario 1120 | Calendario 1120 | Calendario 1120 | Calendario 1120 | Calendario 1120 | Calendario 1120 | Calendario 1120 | Calendario 1120 | Calendario 1120 | Calendario 1120 | Calendario 1120 | Calendario 1120 | Calendario 1120 | Calendario 1120 |
| --------------- | --------------- | --------------- | --------------- | --------------- | --------------- | --------------- | --------------- | --------------- | --------------- | --------------- | --------------- | --------------- | --------------- | --------------- | --------------- | --------------- | --------------- | --------------- | --------------- | --------------- | --------------- | --------------- | --------------- | --------------- | --------------- | --------------- | --------------- | --------------- | --------------- | --------------- | --------------- | --------------- |
|                 | 1               | 2               | 3               | 4               | 5               | 6               | 7               | 8               | 9               | 10              | 11              | 12              | 13              | 14              | 15              | 16              | 17              | 18              | 19              | 20              | 21              | 22              | 23              | 24              | 25              | 26              | 27              | 28              | 29              | 30              | 31              |                 |
| Gennaio         | Gi              | Ve              | Sa              | Do              | Lu              | Ma              | Me              | Gi              | Ve              | Sa              | Do              | Lu              | Ma              | Me              | Gi              | Ve              | Sa              | Do              | Lu              | Ma              | Me              | Gi              | Ve              | Sa              | Do              | Lu              | Ma              | Me              | Gi              | Ve              | Sa              |                 |
| Febbraio        | Do              | Lu              | Ma              | Me              | Gi              | Ve              | Sa              | Do              | Lu              | Ma              | Me              | Gi              | Ve              | Sa              | Do              | Lu              | Ma              | Me              | Gi              | Ve              | Sa              | Do              | Lu              | Ma              | Me              | Gi              | Ve              | Sa              | Do              |                 |                 |                 |
| Marzo           | Lu              | Ma              | Me              | Gi              | Ve              | Sa              | Do              | Lu              | Ma              | Me              | Gi              | Ve              | Sa              | Do              | Lu              | Ma              | Me              | Gi              | Ve              | Sa              | Do              | Lu              | Ma              | Me              | Gi              | Ve              | Sa              | Do              | Lu              | Ma              | Me              |                 |
| Aprile          | Gi              | Ve              | Sa              | Do              | Lu              | Ma              | Me              | Gi              | Ve              | Sa              | Do              | Lu              | Ma              | Me              | Gi              | Ve              | Sa              | Do              | Lu              | Ma              | Me              | Gi              | Ve              | Sa              | Do              | Lu              | Ma              | Me              | Gi              | Ve              |                 |                 |
| Maggio          | Sa              | Do              | Lu              | Ma              | Me              | Gi              | Ve              | Sa              | Do              | Lu              | Ma              | Me              | Gi              | Ve              | Sa              | Do              | Lu              | Ma              | Me              | Gi              | Ve              | Sa              | Do              | Lu              | Ma              | Me              | Gi              | Ve              | Sa              | Do              | Lu              |                 |
| Giugno          | Ma              | Me              | Gi              | Ve              | Sa              | Do              | Lu              | Ma              | Me              | Gi              | Ve              | Sa              | Do              | Lu              | Ma              | Me              | Gi              | Ve              | Sa              | Do              | Lu              | Ma              | Me              | Gi              | Ve              | Sa              | Do              | Lu              | Ma              | Me              |                 |                 |
| Luglio          | Gi              | Ve              | Sa              | Do              | Lu              | Ma              | Me              | Gi              | Ve              | Sa              | Do              | Lu              | Ma              | Me              | Gi              | Ve              | Sa              | Do              | Lu              | Ma              | Me              | Gi              | Ve              | Sa              | Do              | Lu              | Ma              | Me              | Gi              | Ve              | Sa              |                 |
| Agosto          | Do              | Lu              | Ma              | Me              | Gi              | Ve              | Sa              | Do              | Lu              | Ma              | Me              | Gi              | Ve              | Sa              | Do              | Lu              | Ma              | Me              | Gi              | Ve              | Sa              | Do              | Lu              | Ma              | Me              | Gi              | Ve              | Sa              | Do              | Lu              | Ma              |                 |
| Settembre       | Me              | Gi              | Ve              | Sa              | Do              | Lu              | Ma              | Me              | Gi              | Ve              | Sa              | Do              | Lu              | Ma              | Me              | Gi              | Ve              | Sa              | Do              | Lu              | Ma              | Me              | Gi              | Ve              | Sa              | Do              | Lu              | Ma              | Me              | Gi              |                 |                 |
| Ottobre         | Ve              | Sa              | Do              | Lu              | Ma              | Me              | Gi              | Ve              | Sa              | Do              | Lu              | Ma              | Me              | Gi              | Ve              | Sa              | Do              | Lu              | Ma              | Me              | Gi              | Ve              | Sa              | Do              | Lu              | Ma              | Me              | Gi              | Ve              | Sa              | Do              |                 |
| Novembre        | Lu              | Ma              | Me              | Gi              | Ve              | Sa              | Do              | Lu              | Ma              | Me              | Gi              | Ve              | Sa              | Do              | Lu              | Ma              | Me              | Gi              | Ve              | Sa              | Do              | Lu              | Ma              | Me              | Gi              | Ve              | Sa              | Do              | Lu              | Ma              |                 |                 |
| Dicembre        | Me              | Gi              | Ve              | Sa              | Do              | Lu              | Ma              | Me              | Gi              | Ve              | Sa              | Do              | Lu              | Ma              | Me              | Gi              | Ve              | Sa              | Do              | Lu              | Ma              | Me              | Gi              | Ve              | Sa              | Do              | Lu              | Ma              | Me              | Gi              | Ve              |                 |